# فیلادلفی
فیلادلفی فیلمی به کارگردانی اسماعیل رحیم‌زاده و سید مجتبی اسدی‌پور محصول سال ۱۳۸۹ است.

## بازیگران
- علی اوسیوند
- محمد عمرانی
- عزت اله جامعی
- فلور نظری
- آرمان فروغی مقدم
- فخرالدین صدیق‌شریف
- چنگیز وثوقی
- محمد صادق یزدانی

## خلاصه داستان
گروهی برای رساندن آذوقه و دارو از طریق تونل‌های زیرزمینی از مرز رفح مصر به مرز رفح غزه اقدام می‌کنند که در طول مسیر اتفاقاتی برایشان رخ می‌دهد…

## جوایز
فیلمنامه فیلادلفی در یازدهمین جشنواره فیلم مقاومت سال ۱۳۸۹ در بخش قلم طلایی

لوح تقدیر بهترین دستاورد هنری و فنی سی‌امین جشنواره بین‌المللی فیلم فجر به روانبخش صادقی برای جلوه‌های رایانه‌ای فیلادلفی

کارگردانی فیلادلفی در سی‌امین جشنواره بین‌المللی فیلم فجر در بخش تجلی اراده ملی به اسماعیل رحیم زاده و سید مجتبی اسدی پور